# Petr Korč
Petr Korč (* 12. ledna 1976 Frýdek-Místek) je český politik a podnikatel, od března 2021 primátor města Frýdek-Místek, od roku 2020 předseda hnutí Naše Město F-M.

## Život
Absolvoval Gymnázium Petra Bezruče ve Frýdku-Místku, následně studoval na Vysoké škole ekonomické v Praze. Po studiích se vrátil do svého rodného města a s rodinou postupně vybudoval Dům Pod Svícnem, kde založil např. antikvariát nebo galerii. Znovu vytvořil filmový klub v kině Vlast, obnovil letní kino a je ředitelem a duchovním otcem benefičního festivalu Sweetsen fest.
V letech 2007 až 2010 byl předsedou Asociace českých filmových klubů, která mimo jiné pořádá největší nesoutěžní filmový festival v České republice – Letní filmovou školu v Uherském Hradišti. V září 2017 získal Cenu statutárního města Frýdku-Místku za rok 2016 za přínos v oblasti kulturní a hudební (festival Sweetsen fest, Filmový klub F-M).
Od listopadu 2000 je jednatelem a společníkem s vkladem ve společnosti F16, resp. Reality Korč a partneři, od konce roku 2015 je předsedou zmíněného spolku Pod svícnem. V minulosti byl jednatelem společnosti AČFK servis (2009 až 2010), společníkem s vkladem ve společnosti Dům – partner (1999 až 2004) a členem představenstva v akciové společnosti Silesian cotton (1999–2001).
Petr Korč žije ve městě Frýdek-Místek, konkrétně v části Frýdek. Je ženatý, má tři děti.

## Politické působení
V komunálních volbách v roce 2018 byl zvolen jako nestraník za hnutí Naše Město F-M (NMFM) zastupitelem města Frýdek-Místek, a to z pozice lídra kandidátky. Hnutí se však nestalo součástí městské koalice, a proto působil jako opoziční zastupitel. Ještě v roce 2018 se stal členem hnutí Naše Město F-M, od října 2018 do března 2020 působil jako jeho místopředseda a v říjnu 2020 se stal předsedou hnutí.
Dne 16. března 2021 byl hlasy hnutí Naše Město F-M, hnutí ANO 2011, Pirátů a hnutí SPD odvolán stávající primátor města Michal Pobucký a ještě ten den zvolen novým primátorem právě Korč. Novou městskou koalici vytvořili hnutí Naše Město F-M, hnutí ANO 2011 a Piráti.
V komunálních volbách v roce 2022 obhájil z pozice lídra kandidátky hnutí Naše Město F-M mandát zastupitele města. Na konci října 2022 se stal opět primátorem města, když jeho vítězné hnutí Naše Město F-M uzavřelo koalici s hnutím ANO.